# Kultura wieterzowska
Kultura wieterzowska – kultura archeologiczna z okresu wczesnej epoki brązu, należąca do horyzontu madziarowsko-wieterzowskiego. Jej nazwa pochodzi od miejscowości Věteřov w powiecie Hodonín na Morawach.

## Geneza
Kultura ta powstała najprawdopodobniej wskutek przesunięć grup ludności kultury madziarowskiej z obszaru południowo-zachodniej Słowacji, na terytorium zajmowane dotąd przez ludność kultury unietyckiej. Wytworzyła się w ten sposób nowa kultura o mieszanym charakterze unietycko-madziarowskim.

## Chronologia i obszar występowania
Kultura wieterzowska powstała w okresie brązu A2 według chronologii epoki brązu Paula Reineckego, czyli według lat kalibrowanych w okresie 1950–1700 lat p.n.e. Zanikła w okresie brązu B1 (1700–1500 lat p.n.e.) na skutek rozprzestrzenienia się na Morawy kultury mogiłowej. Rozwijała się ona na obszarze dolnych i środkowych Moraw oraz w przyległej części Dolnej Austrii.

## Gospodarka
Ludność tej kultury zajmowała się uprawą ziemi (znamy z osad ziarna pszenicy i prosa), używając rogowych kopaczek do spulchniania ziemi. Rozwinięta była także hodowla. W osadach tej kultury znajduje się kości świni, bydła rogatego, owiec, a w mniejszej ilości także koni. Występują także kości jelenia i ptactwa wodnego, które poświadczają o pewnym znaczeniu łowiectwa.

## Osadnictwo i budownictwo
Osady kultury wieterzowskiej położone są często na miejscach z natury obronnych, na przykład na wzniesieniach, obwarowane wałem kamiennym lub ziemnym, zwieńczonym palisadą i otoczonym fosą. W osadach spotyka się ślady dawnych chat budowanych w konstrukcji słupowej oraz różnego rodzaju jamy. Z kilku stanowisk znamy przykłady tak zwanych długich domów. Najbardziej znane osady to: Šumice, Cezavy koło Blučiny oraz Hradisko koło Kroměřiža.

## Obrządek pogrzebowy
Podobnie jak w kulturze madziarowskiej brak jest wyraźnie wyodrębnionych cmentarzysk, jakie występują w kulturze unietyckiej. Spotyka się natomiast pochówki na osadach. Znajdowano także zwłoki ludzkie ułożone w pozycji skurczonej w jamach odpadkowych, pozbawione wyposażenia, a także pochówki szkieletowe dzieci w naczyniach, co wyraźnie świadczy o powiązaniach kultury wieterzowskiej z zespołem kultur o tradycjach anatolijsko-bałkańskich. Spotyka się także sporadycznie pochówki ciałopalne popielnicowe na osadach.

## Inwentarz
Inwentarz ceramiczny tej kultury reprezentowany jest przez garnki jajowate i o esowatym profilu lub baniaste, rozmaite rodzaje kubków, między innymi nawiązujące do inwentarza kultury unietyckiej, dzbanki pochodzenia madziarowskiego, misy dwuuche, naczynia wazowate, o brzuścu baniastym i o wyodrębnionej szyjce zaopatrzone w dwa ucha, duże naczynia zasobowe, płaskie czerpaki, naczynia na pustej nóżce i niezbyt liczne pokrywki. W ogólnym zarysie występują tutaj zarówno naczynia o charakterze madziarowskim i pokrewnym, związanym z innymi kulturami wczesnobrązowymi z tego rejonu geograficznego, jak i o charakterze unietyckim.
Dość liczne są wyroby kościane i rogowe, a wśród nich: dłuta, szydła, igły, gładziki, kopaczki, motyki i radła, a także ozdobne pierścienie rogowe czy kościane, zdobione charakterystyczną plecionką, która ma analogie wśród wyrobów z kultury mykeńskiej.
Rozwinięta była obróbka metalurgiczna. Z osad znane są formy odlewnicze oraz wyroby brązowe, zarówno miejscowego pochodzenia jak i nabyte na drodze wymiany z dalszych obszarów, a zwłaszcza z południa. Spotykamy więc w inwentarzu brązowym tej kultury: siekierki z piętką lejkowatą, dłuta, szydła, trójkątne sztylety z nitami do przymocowania rękojeści, naszyjniki otwarte o końcach zwiniętych w uszka, szpile różnych typów i bransolety.
Spotyka się także wyroby krzemienne i kamienne, takie jak siekierki, młotki czy rozcieracze, a także paciorki szklane i bursztynowe.

## Zanik i wpływ na inne kultury
Kultura wieterzowska zanikła w fazie epoki brązu B1 wskutek rozprzestrzenienia się kutury mogiłowej. Wniosła ona jednak pewien wkład do środkowonaddunajskiej grupy kultury mogiłowej, a być może w okolicach Kroměřiža i Hulina ludność wieterzowska dalej utrzymywała swoją odrębność kulturową, wnosząc swój wkład do procesu formowania się kultury łużyckiej na obszarze Moraw.